# Curtis LeMay
Curtis Emerson LeMay (15. november 1906 i Columbus, Ohio – 1. oktober 1990 på March Joint Air Reserve Base, Riverside County, Californien) var en amerikansk general i United States Air Force samt den uafhængige George Wallaces vicepræsidentkandidat ved præsidentvalget i 1968. Han var stabschef i USAF fra 1961 til 1965. 
LeMay havde under 2. verdenskrig en central rolle i US Army Air Forces (USAAF). I slutningen af krigen blev han øverstbefalende i Fjernøsten og havde således ansvaret for bombekampagnen mod Japan, der indebar massive angreb på over 60 byer, inklusiv tæppebombningen af Tokyo i marts 1945, hvilket menes at have kostet 100.000 menneskeliv på en nat samt atomangrebene over Hiroshima og Nagasaki, der kostede 125.000-250.000 japaneres liv. 
Efter krigen blev LeMay chef for de amerikanske flystyrker i Europa. Han blev dermed leder af de allieredes luftbro til Berlin 1948-1949 under den sovjetiske blokade. I 1949 blev han chef for Strategic Air Command, og i 1961 stabschef i det amerikanske luftvåben. Det var med begrænset succes, idet LeMay som kompromisløs antikommunist konstant kom på kant med forsvarsminister Robert McNamara, luftfartsminister Eugene Zuckert og forsvarschef Maxwell Taylor. LeMay var fortaler for en mere aggressiv linje i Vietnamkrigen og tilskrives udtrykket "vi burde bombe Vietnam tilbage til stenalderen".
Under Cubakrisen kom han i 1962 i konflikt med præsident John F. Kennedy og Robert McNamara idet han hævdede at man skulle bombe ramperne til de kernevåbensbestykkede missiler, som Sovjetunionen havde placeret på Cuba. Kennedy besluttede at der skulle indføres en blokade mod Cuba, hvilket LeMay modsatte sig. Selv om Sovjetunionen fjernede sine missilramper, foreslog LeMay efter krisen at USA skulle bombe Cuba. 
LeMay trak sig tilbage fra militæret i 1965 og stillede i 1968 op som vicepræsidentkandidat for George Wallace.